# Georgi Konstantinow
Georgi Konstantinow (bulgarisch Георги Константинов; * 1943 in Plewen, Bulgarien) ist ein bulgarischer Schriftsteller und ehemaliger politischer Häftling und Widerstandskämpfer  im kommunistischen Bulgarien unter Todor Schiwkow.

## Leben
Der Anarchist Georgi Konstantinow wurde für die Sprengung eines Stalindenkmals 1953 in einem Park in Sofia nach dem Tod Stalins zu 20 Jahren Arbeitslager verurteilt. 1973 flüchtete er in den Westen. Das Urteil wurde 1992 nach dem Ende der kommunistischen Diktatur in Bulgarien aufgehoben.
2007 wurde Konstantinow von der konservativen Partei Union der Demokratischen Kräfte als Mitglied der bulgarischen Kommission über die Archive der ehemaligen Staatssicherheit vorgeschlagen. Da die Nachfolgeorganisation Nationale Agentur Sicherheit der ehemaligen bulgarischen Staatssicherheit laut Verfassung mit darüber entscheidet, wer in dieser Kommission sitzen darf.
Bei der Wahl der Kommission durfte Konstantinow nicht antreten, da die Präsidentin der Staatlichen Kommission zum Schutze der Information, Zweta Markowa, ohne Angabe von Gründen entschied, dass Konstantinow ausgeschlossen wird.

## Auszeichnungen
- Awards: National Poetry Award (1979, 1983)
- Mealica Pontifia, Vaticana (1996)

## Publikationen
- Ein Lächeln ist mein Kapital 1967; engl.: A Smile Is My Capital; im Original bulg.: Една усмивка ми е столица
- Unliterarisches Herz 1978, engl.: Illiterate Heart; im Original bulg.: Неграмотно сърце
- Jovialer Eigenbrötler, 1982; engl.: Sociable Loner; im Original bulg.: Общителен самотник
- Augenaufgerissenes Koma, 1996; Wide-awake Coma; im Original bulg.: Будна кома
- Ein Baum und ein Vogel, 1999; engl.: A Tree and a Bird; im Original bulg.: Дърво и птица
- englische Gesamtausgaben: I Love You to Here